# Ольга Фікотова
Ольга Фікотова (чеськ. Olga Fikotová; 13 листопада 1932 — 12 квітня 2024) — чехословацька (згодом — американська) легкоатлетка, яка спеціалізувалася в метанні диску. Олімпійська чемпіонка Мельбурна 1956 року. Відома також тим, що попри залізну завісу одружилася з американським метальником молота Гарольдом Конноллі.

## Біографія

Фікотова виконує спробу (1960)

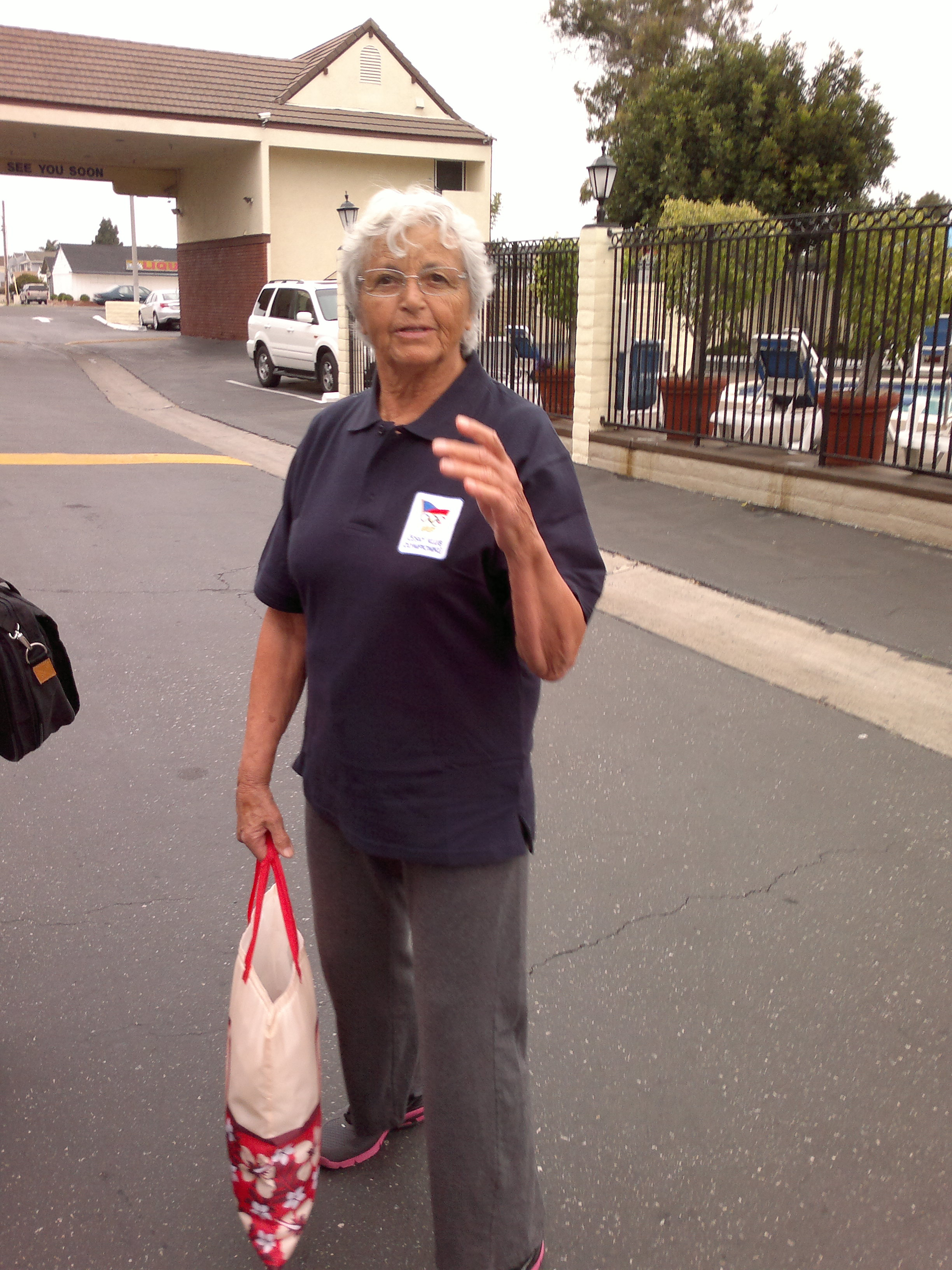
Ольга Фікотова у 2012 році

Народилась 1932 року в селі Лібіс біля Праги. Мала чудові природні дані для спорту та виступала за жіночу збірну Чехословаччини з баскетболу та гандболу. 1954 року почала займатись метанням диска, а через два роки, ще студенткою медичного факультету Карлового університету, вже представляла Чехословаччину на Олімпійських іграх в Мельбурні. Там з результатом 53,69 м завоювала золоту медаль, випередивши двох радянських спортсменок — Ірину Беглякову (52,54 м) та Ніну Пономарьову (52,02 м). Стала єдиною золотою медалісткою Чехословаччини на тій Олімпіаді.
Згодом Фікотова так прокоментувала свій стрімкий прогрес: «І гандбол, де я була голкіпером, і баскетбол є видами спорту дуже дуже… орієнтованими на рух. Отож, я гадаю, що після них я мала добре розвинену нейро-м'язеву координацію. Коли я почала метати диск, мій старий тренер Отакар Яндера, дуже поважний тренер, сказав мені, „на твоєму рівні атлетизму, все що тобі треба — це вивчити техніку і піймати ритм“. Він постійно мені включав на гучномовці „На прекрасному блакитному Дунаї“ та заставляв виконувати все нові і нові спроби. Можу сказати, що перед Олімпіадою, починаючи з 14 років, я дуже важко тренувалась».
Під час Ігор-1956 Фікотова закохалась в американського чемпіона з метання молота Мельбурна Гарольда Конноллі.
Роман був позитивно схвалений західними ЗМІ, проте в Чехословаччині оцінка була протилежною з боку влади. Через кілька місяців Конноллі приїхав до Фікотової в Прагу, де вони планували одружитись. Неочікувано місцева влада дала спортсменці дозвіл на одруження з іноземцем, ймовірно, через втручання президента Чехословаччини Антоніна Запотоцького, який познайомився з парою за кілька днів перед весіллям.
Свідками на весіллі стала легендарна чеська пара олімпійських чемпіонів — Еміль Затопек та Дана Затопкова.
Після весілля пара переїхала до США. Фікотова планувала продовжити виступи під прапором своєї батьківщини, проте Олімпійський комітет Чехословаччини відмовив їй у цьому, а згодом оголосив, що представляти Чехословаччину відмовилась сама спортсменка. Через це її багато років критикували в Чехословаччині, поки не відкрилася правда. Як Ольга Конноллі вона представляла США на трьох Олімпіадах: 1964, 1968 та 1972 років. На своїх останніх Іграх вона несла американський прапор.
1968 року написала книгу про своє життя з Гарольдом Конноллі «Персні долі» (англ. The Rings of Destiny). Прожила у шлюбі з Конноллі 17 років, розлучилася у 1975. Їх син став легкоатлетом національного рівня, який спеціалізувався у метанні списа та десятиборстві, а дочка виступала за жіночу збірну США з волейболу.
По завершенні змаганльної кар'єри Фікотова стала експерткою з фітнесу. Як сертифікована терапевтка вона курувала оздоровчу програму в Університеті Каліфорнії. 2017 року переїхала до Лас-Вегасу, де працювала інструкторкою з фітнесу й оздоровлення в клубі EoS Fitness Club.
Пішла з життя, маючи 91 рік.